# Uniwersytet Panamerykański
Uniwersytet Panamerykański – prywatna uczelnia wyższa w Meksyku. Jej kampusy mieszczą się w mieście Meksyk, w Guadalajarze i w Aguascalientes.
Opiekę duchową nad szkołą sprawuje Prałatura Opus Dei.

## Historia
Uniwersytet Panamerykański powstał w 1967 r. jako szkoła biznesu IPADE. W 1968 powstał bezpośredni prekursor obecnej szkoły: Panamerykański Instytut Nauk Humanistycznych (IPH), który został przekształcony w uniwersytet w 1978 r.